# Grenada op de Gemenebestspelen

Vlag van Grenada

Grenada is een eilandengroep die deelneemt aan de Gemenebestspelen (of Commonwealth Games). Sinds 1970 heeft Grenada elfmaal deelgenomen. In totaal over deze elf edities won Grenada zeven medailles.

## Medailles
| Grenada op de Gemenebestspelen | Grenada op de Gemenebestspelen | Grenada op de Gemenebestspelen | Grenada op de Gemenebestspelen | Grenada op de Gemenebestspelen | Grenada op de Gemenebestspelen |
| ------------------------------ | ------------------------------ | ------------------------------ | ------------------------------ | ------------------------------ | ------------------------------ |
| Jaar                           | Goud                           | Zilver                         | Brons                          | Totaal                         | Rang                           |
| 1970                           | -                              | -                              | -                              | -                              | /                              |
| 1974                           | -                              | -                              | -                              | -                              | /                              |
| 1978                           | -                              | -                              | -                              | -                              | /                              |
| 1982                           | -                              | -                              | -                              | -                              | /                              |
| 1998                           | -                              | -                              | -                              | -                              | /                              |
| 2002                           | -                              | -                              | -                              | -                              | /                              |
| 2006                           | -                              | 1                              | -                              | 1                              | 30                             |
| 2010                           | -                              | -                              | -                              | -                              | /                              |
| 2014                           | 1                              | -                              | 1                              | 2                              | 19                             |
| 2018                           | 1                              | -                              | 1                              | 2                              | 25                             |
| 2022                           | 1                              | 1                              | -                              | 2                              | 23                             |